# Eniwa
Eniwa (japanska: 恵庭市  ?, Eniwa-shi) är en stad i Hokkaidō prefektur i Japan. Staden fick stadsrättigheter 1970.

## Ekonomi
I Eniwa finns bland annat ett bryggeri tillhörande Sapporo bryggeri.